# Jerik Ötembajew
Jerik Myltyqbajuly Ötembajew (kasachisch Ерік Мылтықбайұлы Өтембаев, russisch Ерик Мылтыкбаевич Утембаев Jerik Myltykbajewitsch Utembajew; * 24. Februar 1966) ist ein kasachischer Diplomat und seit Juni 2012 kasachischer Botschafter in Polen. Er ist verheiratet und hat drei Kinder.

## Biografie
Sein Studium absolvierte er an der nationalen Al-Farabi-Universität in Almaty, die er mit dem Doktortitel in Mathematik abschloss. Von Dezember 2001 bis September 2002 war er stellvertretender Vorsitzender der Agentur für strategische Planung der Republik Kasachstan. Anschließend fungierte er als stellvertretender Vorsitzender des Sicherheitsrates der Republik Kasachstan.
Am 13. April 2006 wurde Ötembajew zum kasachischen Botschafter in der Islamischen Republik Iran. Nach rund drei Jahren als Botschafter in Teheran wurde er am 18. März 2009 von Präsident Nursultan Nasarbajew als kasachischer Botschafter im Königreich Belgien ernannt. Zwei Monate später wurde Jerik Ötembajew zusätzlich Botschafter im Großherzogtum Luxemburg sowie Vertreter Kasachstans bei der Europäischen Union und der NATO.
Am 8. Juni 2012 wurde er vom kasachischen Präsidenten zum Botschafter Kasachstans in Polen ernannt.